# Port lotniczy Mosul
Port lotniczy Mosul (IATA: OSM, ICAO: ORBM) – międzynarodowy port lotniczy położony w Mosulu, w północnym Iraku.